# 광기
광기(狂氣, 영어: madness)는 미친 증세나 기미이다. 미쳤다 함은 정신 및 행동에서 나타나는 어떠한 패턴을 통해 특정된다. 광기는 사회규범을 위반하는 형태로 발현될 수 있으며, 이는 광기를 겪는 당사자뿐 아니라 다른 사회 구성원에게 위험할 수 있다.

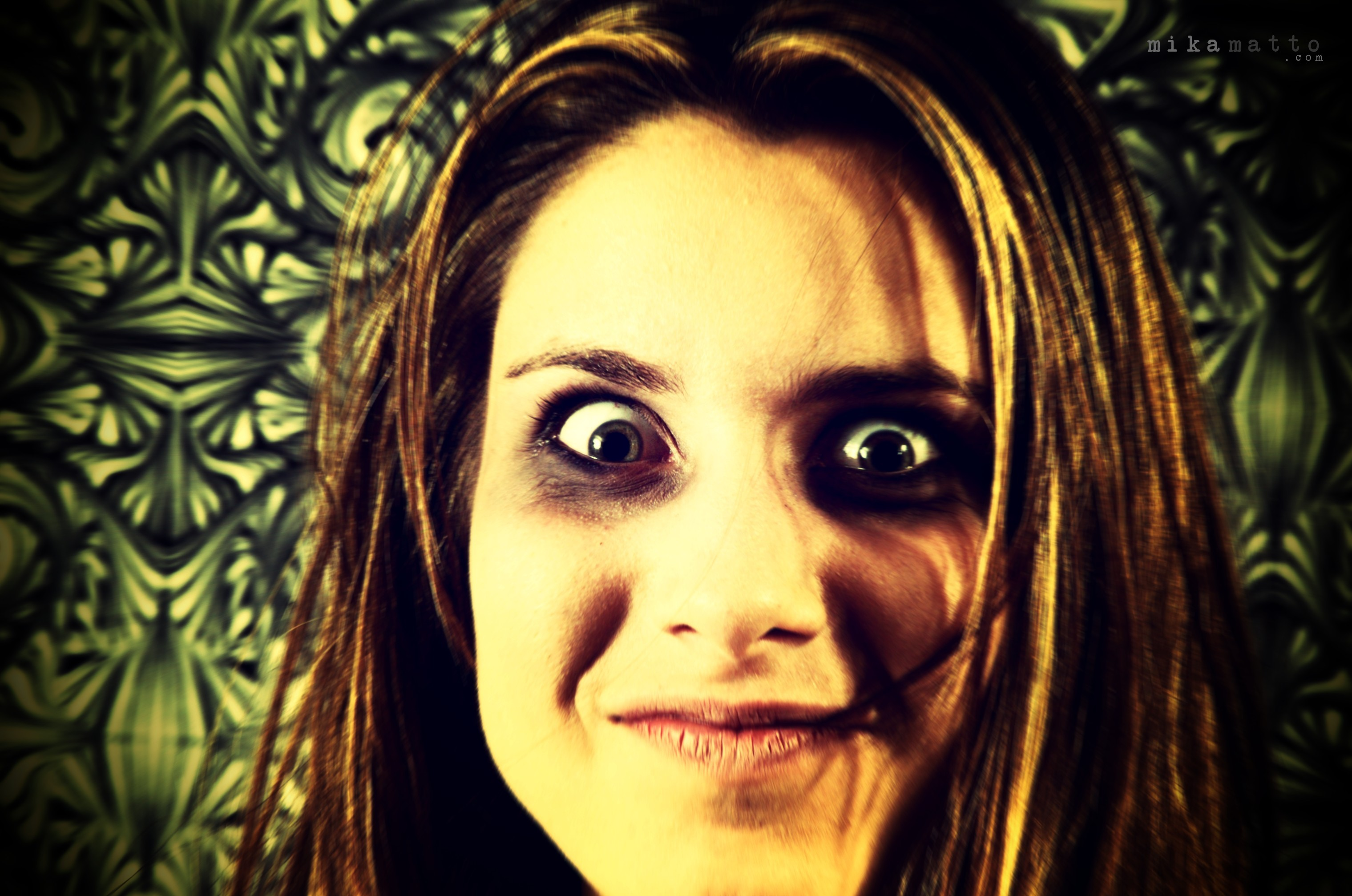

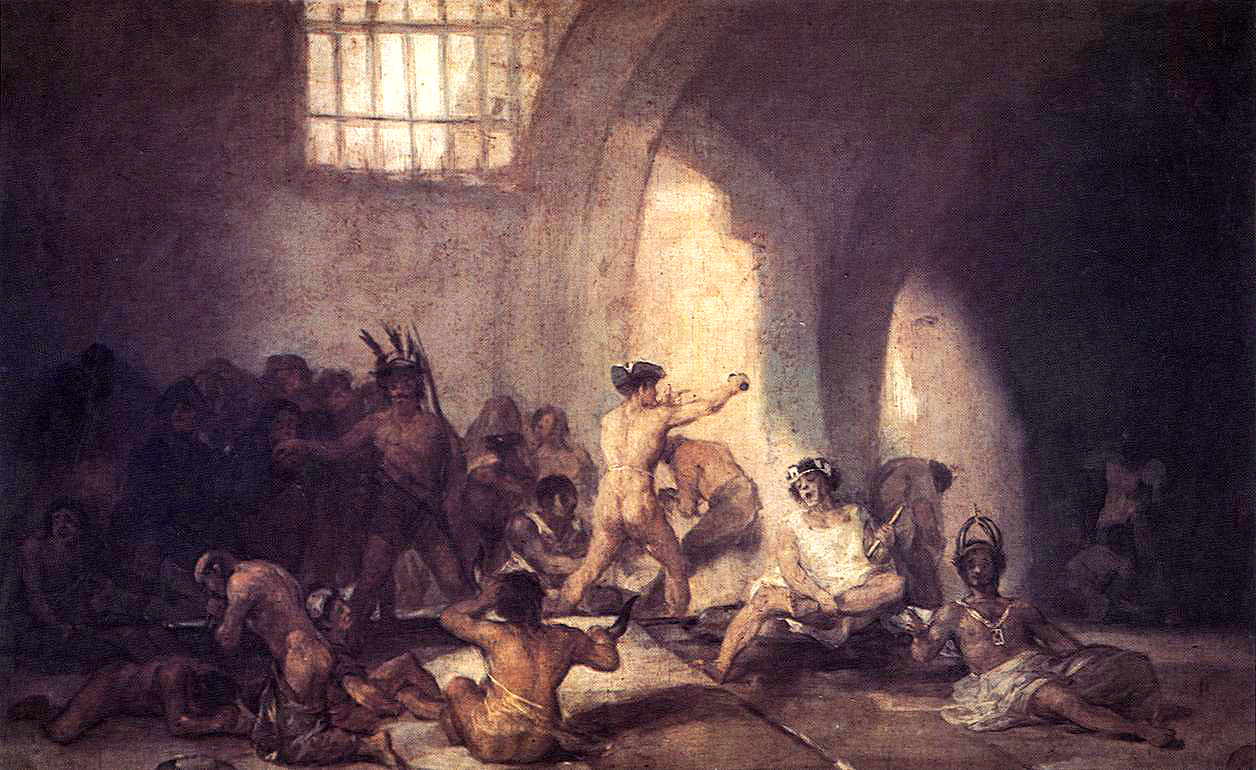
고야의 매드 하우스, 1812-1819

미셸 푸코는 광기를 단순히 문화적 일탈로 간주하고 광기는 그 문화를 적극적으로 표현한다고 주장했다. 예컨대 대중에 의한 일탈행위는 종교의 형태로 문화적으로 허용된다. 그러나 일반적으로 "미쳤다" 함은 뭔가 매우 이상하고 비정상적인 무언가라는 의미를 가진다. 그 행동은 일반적으로 용인된 사회 규범을 매우 강하게 벗어난다.
미침의 이유는 비정상적으로 과도한 스트레스나 정신 질환, 그 외에 다른 이유들이 있다.